# Ниязов, Назарали
Назарали́ Ния́зов (1873, Сырдарьинская область — 27 мая 1955) — советский хлопкороб, Герой Социалистического Труда.

## Биография
Работал звеньевым колхоза имени К.Е. Ворошилова Янгиюльского района Ташкентской области Узбекской ССР. 
В 1947 году Н. Ниязов предложил новый метод орошения хлопковых плантаций. Получив для эксперимента бросовый участок серозёма на лёссовидном суглинке, состоявший из бугров, круч и ложбин, вместе со своим звеном поливальщиков он нарезал особые, временные поливные борозды, благодаря которым появилась возможность расходовать меньшее количество воды, улучшить её впитываемость, уберечь почву от заиливания и засоления, значительно ограничить культивацию хлопчатника. В первый же год звено Ниязова собрало 87 центнеров хлопка-сырца с гектара — втрое больше, чем требовалось по государственному договору колхоза.
Метод Ниязова был взят на вооружение и другими хлопководческими хозяйствами республики. 27 апреля 1948 года за создание новаторского метода Назарали Ниязову было присвоено звание Героя Социалистического Труда, а позже, в 1951 году, он был удостоен Сталинской премии.

## Награды
- Герой Социалистического Труда.
- Награждён орденом Ленина и другими наградами СССР.
- Лауреат Сталинской премии за выдающиеся изобретения и коренные усовершенствования методов производственной работы (1951).

## Память
- Е. В. Вучетич создал скульптурный портрет Назарали Ниязова из бронзы (1948 год, Москва, Третьяковская галерея).
- Узбекский художник Абдуллаев, Абдулхак Аксакалович (1918—2001) тоже создал портрет Героя[2].
- Имя Ниязова носит колхоз Янгиюльского района[3].